# Jean-Paul Jaeger
Jean-Paul Maurice Jaeger (ur. 6 września 1944 w Nancy) – francuski duchowny rzymskokatolicki, biskup koadiutor Nancy w 1991, biskup diecezjalny Nancy w latach 1991–1998, biskup diecezjalny Arras w latach 1998–2020, od 2020 biskup senior diecezji Arras.

## Życiorys
Urodził się 6 września 1944 w Nancy, jako syn Georgesa i Denise (z domu  Faltraue). Uczęszczał do diecezjalnego seminarium duchownego w Nancy (1968–1974). Święcenia prezbiteratu przyjął 6 kwietnia 1974.
11 kwietnia 1991 papież Jan Paweł II prekonizował go biskupem koadiutorem diecezji Nancy. Święcenia biskupie otrzymał 2 czerwca 1991 w katedrze Notre Dame del’Annonciation w Nancy. Udzielił mu ich Jean Bernard, biskup diecezjalny Nancy, w asyście Jean-Félix-Albert-Marie Vilnet, biskupa diecezjalnego Lille, i Jacques Louis Léon Delaporte, arcybiskupa Cambrai. Jako zawołanie biskupie przyjął słowa „Je suis venu pour que les hommes aient la vie” (Ja przyszedłem po to, aby ludzie mieli życie). 30 listopada 1991 po przyjęciu rezygnacji biskupa Jeana Bernarda został ustanowiony biskupem diecezjalnym i kanonicznie objął diecezję w posiadanie. Tego samego dnia odbył również ingres do katedry Notre Dame del’Annonciation.
12 sierpnia 1998 papież przeniósł go na stolicę biskupią Arras. 4 września 2020 papież Franciszek przyjął jego rezygnację z obowiązków biskupa diecezjalnego Arras. Do 25 października 2020, kiedy to urząd biskupa diecezjalnego kanonicznie obejmie Olivier Leborgne, sprawuje funkcję administratora apostolskiego diecezji.
W ramach Konferencji Episkopatu Francji, pełnił następujące funkcję: 1993–1999: przewodniczący Komisji, a następnie Komitetu ds. Misji w Niezależnych Środowiskach; 1994–2000: przewodniczący Komitetu ds. Ruchów Apostolskich i Stowarzyszeń Wiernych; 2000–2006: przewodniczący Komisji ds. Edukacji, Życia i Wiary Młodzieży oraz Komitetu ds. Szkolnictwa i Świata Uniwersytetów; 2006: członek Komisji ds. Liturgii i Duszpasterstwa sakramentalnego; 2007–2013: członek Stałej Rady Konferencji Biskupów Francji; od 2019: przewodniczący grupy roboczej Krajowej Komisji Starszych Kapłanów.